# Пустово (Поморське воєводство)
Пустово (пол. Pustowo, нім. Püstow) — село в Польщі, у гміні Кемпиці Слупського повіту Поморського воєводства.
Населення — 181 особа (2011).
У 1975-1998 роках село належало до Слупського воєводства.

## Демографія
Демографічна структура станом на 31 березня 2011 року:
|          | Загалом | Допрацездатний вік | Працездатний вік | Постпрацездатний вік |
| -------- | ------- | ------------------ | ---------------- | -------------------- |
| Чоловіки | 94      | 18                 | 66               | 10                   |
| Жінки    | 87      | 21                 | 51               | 15                   |
| Разом    | 181     | 39                 | 117              | 25                   |